# Марио Хаас
Марио Хаас е бивш австрийски футболист. Играе като нападател. Прави кариера основно в ШК Щурм Грац.

## Национален отбор
Записал е и 43 мача за националния отбор на Австрия. Последният му международен мач е приятелски мач срещу Шотландия през май 2007 година. Помолен е да играе в австрийския отбор в приятелски мач срещу Турция през ноември 2008 г. от австрийския треньор Карел Брюкнер, но отказва като заявява, че иска да се концентрира върху работата си в Щурм Грац.
| Австрия | Австрия | Австрия |
| Година  | Мачове  | Голове  |
| ------- | ------- | ------- |
| 1996    | 1       | 0       |
| 1997    | 0       | 0       |
| 1998    | 10      | 2       |
| 1999    | 4       | 0       |
| 2000    | 1       | 0       |
| 2001    | 7       | 0       |
| 2002    | 0       | 0       |
| 2003    | 8       | 4       |
| 2004    | 6       | 1       |
| 2005    | 3       | 0       |
| 2006    | 0       | 0       |
| 2007    | 3       | 0       |
| Общо    | 43      | 7       |